# Forschungsinstitut Freie Berufe
Das Forschungsinstitut Freie Berufe (FFB) wurde im November 1989 als Institut des Fachbereichs Wirtschafts- und Sozialwissenschaften der Leuphana Universität Lüneburg gegründet. Es ist europaweit das erste universitäre Institut, das sich der Forschung der freien Berufe widmet. Seit 1991 wird das Institut von Joachim Merz geleitet.
Die Professur vertritt eine angewandte Wirtschaftsforschung mit Statistik und Ökonometrie im Rahmen einer empirisch orientierten Wirtschafts- und Sozialwissenschaft mit der Forschungsvertiefung Freie Berufe. Dem Vorstand des Forschungsinstituts Freie Berufe gehören neben Joachim Merz (Wirtschaftswissenschaften, Ökonometrie/Statistik) noch Harald Herrmann (Rechtswissenschaften, Friedrich-Alexander-Universität Erlangen-Nürnberg) sowie Heinz Sahner (Empirische Sozialforschung und allgemeine Soziologie, Martin-Luther-Universität Halle-Wittenberg) an.
Das FFB ist Mitglied im Center for Research in Entrepreneurship, Professions and Small Business Economics (CREPS) – Structure and Dynamics (Forschungszentrum für Unternehmertum, Freie Berufe und Ökonomie kleiner und mittlerer Unternehmen (CREPS) – Struktur und Dynamik).
Das FFB gibt unter der Leitung von Joachim Merz die Zeitschrift electronic International Journal of Time Use Research (eIJTUR) heraus und hostet das Research Network on Time Use (RNTU) auf dessen Internetseite über ein Front-End mit einem Informationssystem zu diesem Thema recherchiert werden kann.

## Publikationen
- J. Merz (Hrsg.): electronic International Journal of Time Use Research. ISSN 1860-9937.

## Schriftenreihen (Auswahl)
- J. Merz: Markt- und nichtmarktmäßige Aktivitäten privater Haushalte. (= Wirtschaftswissenschaften. Band 23). Lit Verlag, Münster 2012, ISBN 978-3-643-11592-8.
- H. Stolze: Das Nachfrageverhalten von Versicherten in der gesetzlichen Krankenversicherung. (= FFB-Schriften. Nr. 18). NOMOS Verlagsgesellschaft, Baden-Baden 2010, ISBN 978-3-8329-5538-0.
- P. Paic: Gründungsaktivität und Gründungserfolg von Freiberuflern. (= FFB-Schriften. Nr. 17). NOMOS Verlagsgesellschaft, Baden-Baden 2009, ISBN 978-3-8329-4112-3.
- J. Merz (Hrsg.): Freie Berufe – Einkommen und Steuern (FB€ST) – Beiträge aus Wissenschaft und Praxis. (= FFB-Schriftenreihe. Band 16). Nomos Verlagsgesellschaft, Baden-Baden 2008.
- J. Merz: Freie Berufe im Wandel der Märkte. (= FFB-Schriften. Nr. 13). NOMOS Verlagsgesellschaft, Baden-Baden 2002, ISBN 3-7890-8107-8.